# Lin Yutang
Pour les articles homonymes, voir Lin.
Dans ce nom chinois, le nom de famille, Lin, précède le nom personnel.
Lin Yutang (chinois traditionnel : 林語堂, chinois simplifié : 林语堂), né le 10 octobre 1895 et mort le 26 mars 1976, est un écrivain et inventeur chinois, dont la traduction de classiques chinois en anglais a aidé à leur diffusion en Occident.

## Biographie
Il est né dans la ville de Banzi dans la province du Fujian, dans la Chine du Sud-Est. Son père était pasteur. Après des études à la Saint John's University de Shanghai, Lin Yutang obtient une bourse pour des études doctorales aux États-Unis, à Harvard. Il n'y reste cependant que quelque temps et c'est à l'université de Leipzig qu'il obtient son doctorat. Il enseigne la littérature anglaise à Beida de 1923 à 1926. Il retourne aux États-Unis en 1931.
Passeur très actif de la culture chinoise, il travaille sur la romanisation du chinois, crée un système d'indexation des caractères chinois et invente une machine à écrire adaptée à l'écriture chinoise.
Ses deux premiers livres, My Country and My People (1935) et L'Importance de Vivre (1937), rédigés en anglais le font connaître immédiatement.  Un de ses romans les plus connus est Un moment à Pékin (1939).
Lin est l'auteur d'un dictionnaire chinois-anglais, paru en 1972.
Il vit principalement aux États-Unis mais a également une maison à Taiwan. À sa mort, en 1976, il est enterré près de Taipei.

## Principales œuvres
- 1935 : My Country and My People, en français La Chine et les Chinois, traduction de S. et P. Bourgeois, Payot, 1937, Paris, rééd. 1997 et 2003, collection « Petite Bibliothèque Payot »,  (ISBN 978-2228896818).
- 1937 : L'Importance de Vivre[4]
- 1938 : La Sagesse de Confucius
- 1939 : Un moment à Pékin, trilogie
  - Première partie : Enfances chinoises
  - Deuxième partie : Le triomphe de la vie
- La tragédie dans les jardins
- Chant d'automne
- 1943 : Between Tears and Laughter [extraits en ligne]
- L'Impératrice de Chine, sur Wu Zetian
- 1959 : From Pagan to Christian, en français Du paganisme au christianisme, Denoël, 1961